# Copa Centenario de Norte de Santander
'Copa Centenario de Norte de Santander' es un torneo oficial, organizado por la gobernación de Norte de Santander, que sirvió para celebrar los 100 años de la fundación del departamento Norte de Santander.

## Campeonatos
| Año           |                             | Campeón | Final Resultados           | Subcampeón |
| 2010 Detalles | Cúcuta Deportivo · Colombia | 2-1     | Deportes Tolima · Colombia |            |

## Sede
La sede, es en Cúcuta dejando como local al Cúcuta Deportivo ganador de la Copa Centenario de Norte de Santander 2010.